# Aubin Virideau
 Aubin Virideau , né le 4 décembre 1764 à Sarrazac (Dordogne), mort le 5 octobre 1804 à Bruges (Belgique), est un militaire français de la Révolution et de l’Empire.

## États de service
Il entre en service le 15 mai 1785, comme grenadier au régiment Royal des Vaisseaux, et il obtient son congé le 13 mai 1788. Commandant de la Garde nationale de Thiviers, il devient capitaine à l’élection le 13 septembre 1792, dans le 3e bataillon de volontaires de la Dordogne. Le 26 octobre 1792, il prend le commandement de son bataillon, et il fait les guerres de 1793 à l’an III, à l’armée des Pyrénées occidentales.
Le 21 avril 1795, il est nommé chef de brigade de la 3e demi-brigade de la Dordogne, et en l’an IV, il passe à l’armée de l'Ouest. Le 4 janvier 1797, le directoire lui confie le commandement de la 30e demi-brigade d’infanterie légère, avec laquelle il continue la guerre à l’Ouest jusqu'à l’an VI.
En l’an VII, il rejoint l’armée d’Italie, et en l’an VIII, il retourne à l’armée de l’Ouest, où il sert encore l’année suivante. En l’an X, il est affecté à Belle-Île-en-Mer avec sa demi-brigade, et en fin de cette dernière année il est envoyé sur les frontières des Pyrénées, où sa demi-brigade est licenciée et incorporée dans le 25e de ligne.
Le 4 octobre 1803, il est promu colonel et il prend le commandement du 108e régiment d’infanterie de ligne, détaché au camp de Bruges. Il est fait chevalier de la Légion d’honneur le 11 décembre 1803, et officier de l’ordre le 14 juin 1804.
Il meurt le 5 octobre 1804, à l'hôpital de Bruges. 

## Sources
- A. Lievyns, Jean Maurice Verdot, Pierre Bégat, Fastes de la Légion-d'honneur, biographie de tous les décorés accompagnée de l'histoire législative et réglementaire de l'ordre, Tome 4, Bureau de l’administration, 1844, 640 p. (lire en ligne), p. 106.
- « Cote LH/2731/65 », base Léonore, ministère français de la Culture
- Léon Hennet, Etat militaire de France pour l’année 1793, Siège de la société, Paris, 1903, p. 324.
- Société historique et archéologique du Périgord, Le Périgord révolutionnaire: le grand livre sur la Révolution en Périgord, La Société, 1989, p. 56-59.